# 女主人への支払い
『女主人への支払い』（おんなしゅじんへのしはらい、英: Paying the Hostess）、または『納屋にいる仕官と硬貨を持つ若い女性』（なやにいるしかんとこうかをもつわかいじょせい、蘭: Officier en een jonge vrouw met een muntstuk in een stal、英: Officer and a young woman with a coin in a stable）は、17世紀オランダ黄金時代の画家ピーテル・デ・ホーホが1670年頃、キャンバス上に油彩で描いた絵画である。スチュアート・ボーチャード (Stuart Borchard) とエヴリン・B・メッツガー (Evelyn B. Metzger) から1958年に寄贈されて以来、ニューヨークのメトロポリタン美術館に所蔵されている。　

## 作品
17世紀のオランダでは、人々は徒歩、馬、馬車、舟で移動していたが、旅にはとても時間がかかり、余裕がある人は宿屋に泊まることになった。旅人たちの描写はオランダ絵画では珍しく、本作には参考となる多くの情報が含まれている。
田舎の宿屋の納屋で、洒落た身なりの男性客と女主人が宿代のことで口論しているように見える。男性が著名な人物であることは、横柄な態度や服装 (鍍金のボタンのついたコートと大きな羽根つきの帽子) から明らかである。おそらく彼はいらいらしながら、よい身なりをした若くかわいらしい宿屋の女主人の注意を引いている。宿代が高すぎると思っているのだろうか。しかし、女主人は意外にも愛想よく振舞っているようで、2人は戯れあっているのではなかといわれてきた。オランダの日常生活の場面において、男女間の売買の主題はしばしば戯れとセックスの意味を含有するものであり、それは本作の中央で2人が手を重ねていることにより示唆されている可能性がある。
画面では、納屋の木材が人物を配置するための背景として機能している。左端の細長い四角形に切断された戸外風景の中に、池、木々、教会の尖塔がある平坦な田園風景が描かれている。一方、画面右には宿屋の屋内が描かれ、窓から淡い陽光が降り注ぐ室内に数人の男性が椅子の上で寛いでおり、子供を抱いた母親が画面前景のほうを向いて見ている (または、前景に向かって歩いてくる)。男性客の左側では、馬に与える飼い葉の束を縛ろうとしている男性が見える。デ・ホーホは人物描写に際立つところはなかったが、閉ざされた空間と、その内側を満たす光を描出する才能に恵まれていた。